# Victoire de Changy
Pour les articles homonymes, voir Changy.
Victoire de Changy, née en 1988 à Bruxelles, est une écrivaine et poétesse belge.

## Biographie

### Enfance
Sa mère est historienne de l’art et son père antiquaire.

### Carrière
En 2017, son premier roman, Une dose de douleur nécessaire, est finaliste du Prix Rossel. 
En 2019, son second roman, L’île longue, est finaliste du Prix européen de littérature. Il s'agit d'un récit consacré à l'Iran à travers l'histoire d'une européenne qui se rend à Téhéran,. Elle publie également la même année un album jeunesse illustré par Marine Schneider, L’Ours Kintsugi. L'album est finaliste du prix Sorcières.
En 2020, elle publie Dans La paume plus grande que toi (L’arbre de Diane) qui se compose d'une quarantaine de poèmes évoquant sa grossesse et la naissance de son fils.
En 2021, elle publie un second album pour enfants, Le Bison Non-Non, illustré par Marine Schneider,,.
En 2022, elle reprend la librairie bruxelloise Les Yeux Gourmands. Elle publie également son sixième livre, Subvenir aux miracles. 
En 2023, elle publie avec Fanny Dreyer un album jeunesse consacré aux collections d'objets réalisées par sept enfants,.
En 2024, elle participe à l'ouvrage collectif dirigé par Julia Kerninon, Etre mère, sur la maternité. En mars parait également son roman Immensità.

### Vie privée
Elle vit à Bruxelles avec son mari Romain et son fils Nour,.

## Œuvre

### Roman
- Une dose de douleur nécessaire (2017)
- L’île longue (2019)
- Subvenir aux miracles (2022)
- Immensità (2024)

### Poésie
- Dans La paume plus grande que toi (2020)

### Jeunesse
- L’Ours Kintsugi, illustré par Marine Schneider (2019)
- Le Bison Non-Non, illustré par Marine Schneider (2021)
- Collections, avec Fanny Dreyer (2023), prix suisse du livre jeunesse 2024[16]

### Ouvrage collectif
- Être mère, dirigé par Julia Kerninon (2024)